# Olivier Pols
Olivier Pols (Heemskerk, 22 februari 1989) is een Nederlandse componist en dirigent.

## Levensloop
In zijn jeugd ontving hij een aantal prijzen met zijn composities bij Duitse Jeugdcompositieconcourssen ("Jugend komponiert", "Schülerinnen und Schüler komponieren"). Van 2006 tot 2011 studeerde hij aan de Hochschule für Musik und Darstellende Kunst Mannheim te Mannheim bij Klaus Arp (orkestdirectie) en bij Georg Grün (koordirectie). Verdere orkestdirectiecursussen maakte hij mee bij Vladimir Kiradiev, Adriano Martinolli, Georgi Dimitrov, Mark Stringer, Daniel Harding, Gustavo Dudamel, Peter Gülke en Bernard Haitink.
Orkest- en directie-ervaring deed hij op bij diverse blaasorkesten en koren, vooral bij de Bläserphilharmonie Mannheim. Op uitnodiging van de voorzitter van het jeugdproject Amadeus uit Colombia dirigeerde hij in Medellin een concertreeks met het Jeugdsymfonieorkest Medellin. Verder heeft hij de Südwestdeutsche Philharmonie Konstanz, het Simon Bolivar Jeugdorkest Venezuela, de Luzern Festival Strings, de Duitse Kameracademie Neuss, het Süddeutsches Kammerorchester Pforzheim, het Kurpfälzisches Kammerorchester Mannheim, het Philharmonisch Orkest Plovdiv, het Czech-Virtuosi-Kamerorkest en de Baden-Badener Philharmonie gedirigeerd. Binnen een uitwisseling dirigeerde hij in oktober 2009 het Seoel National University Orchestra

## Composities

### Werken voor harmonieorkest
- A City Walk, voor harmonieorkest
- Airport Jam, voor harmonieorkest
- Capitol Fanfare, voor harmonieorkest
- Traffic Circle, voor harmonieorkest
- Arcanum Concordiae,  voor harmonieorkest
- Triptychon, voor harmonieorkest
- Ouverture Magica, voor harmonieorkest
- Feuerwerk, voor harmonieorkest